# بيت شبيل (عمران)
بيت شبيل هي إحدى قرى الجمهورية اليمنية. تتبع جغرافيا لمحافظة عمران وإداريًا لمديرية جبل عيال يزيد. يبلغ تعداد سكانها 1843 نسمة حسب الإحصاء الذي أجري عام 2004.